# Елі Охана
Елі Охана (івр. אלי אוחנה, нар. 1 лютого 1964, Єрусалим) — ізраїльський футболіст, що грав на позиції півзахисника. По завершенні ігрової кар'єри — тренер.
Виступав на батьківщині за клуби «Бейтар» (Єрусалим), з яким виграв низку національних трофеїв і тричі (1984, 1993, 1997) визнавався найкращим гравцем чемпіонату Ізраїлю. Втім найбільшого успіху здобув з бельгійським «Мехеленом», з яким став чемпіоном Бельгії (1989), а також володарем Кубка володарів кубків і Суперкубка УЄФА (1988), за що здобув нагороду «Браво», яку присуджують найкращому молодому гравцеві Європи;

## Клубна кар'єра
Елі Охана був восьмою дитиною в сім'ї східних євреїв з Марокко, що дотримувалися юдейської традиції. У нього було сім братів і дві сестри (одна з попереднього шлюбу його батька), через що сім'я боролася з фінансовими проблемами.
В 11 років почав грати в дитячій команді єрусалимського клубу «Бейтар». Батько Елі спочатку заперечував проти захоплення сина, але на прохання старшого брата, Йоссі, погодився, щоб той продовжував грати, якщо він буде відвідувати синагогу по суботах перед іграми.
Хоча у юнака справи йшли добре на полі, Охана мав проблеми в школі, і Йосі порадив йому вибрати між футболом і школою. Він вибрав футбол, незважаючи на опір свого батька, і пішов жити з Йосі, який нещодавно одружився. 1977 року з молодіжною командою «Бейтара» Елі став чемпіоном Ізраїлю.
1980 року новий головний тренер «Бейтара» Арі Радлер помітив 16-річного хлопця і включив до першої команди. У першому сезоні 1980/81 Елі не був основним гравцем, зігравши лише у 9 матчах, але забив 4 голи і допоміг клубу вийти до вищого дивізіону країни. Там Охана став основним гравцем і 1984 році був визнаний найкращим гравцем Ізраїлю, в 1985 і 1986 роках двічі вигравав з командою Кубок Ізраїлю, а в сезоні 1986/87 зіграв важливу роль у першому в історії виграші національного чемпіонату — 15 голів у 28 іграх.

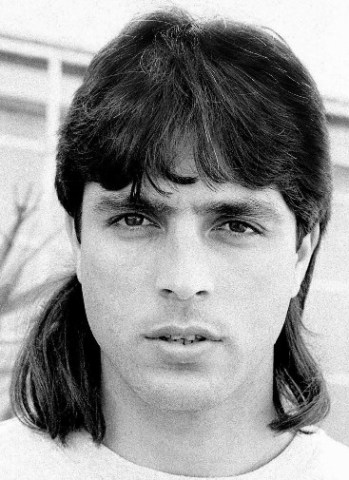
Елі Охана у 1991 році.

Після перемоги в чемпіонаті Ізраїлю Оханою зацікавилися закордонні клуби, і він підписав контракт з бельгійською командою «Мехелен», яка тільки що завоювала Кубок Бельгії. Завдяки цьому «Мехелен» був допущений до участі в Кубку володарів кубків і несподівано виграв цей престижний трофей. У фінальному матчі проти амстердамського «Аякса» Охана зробив передачу, що закінчилася єдиним в цьому матчі голом. Він також забив гол у півфінальному матчі з італійською «Аталантою». За підсумками європейського клубного сезону Охана був удостоєний призу «Браво», що присуджується журналом «Guerin Sportivo» найкращому молодому (до 23 років) футболісту Європи. Пізніше в тому ж році Охана у складі «Мехелена» виграв і Суперкубок УЄФА: його команда за сумою двох зустрічей перемогла володарів Кубка чемпіонів, нідерландський ПСВ. Наступного року «Мехелен» з Оханою виграв перший чемпіонський титул за останні 40 років та став першим та єдиним за всю історію бельгійським переможцем Кубка Жоана Гампера.
Згодом у команди почались фінансові проблеми і у 1990 році Охана перейшов в португальську «Брагу», де провів один сезон, після чого повернувся в рідний «Бейтар», який до того моменту знову вилетів у Лігу Арцит, тоді другий дивізіон чемпіонату Ізраїлю. За допомогою Охани, який забив 17 голів у 25 матчах, «Бейтар» посів перше місце в 1992 році і вийшов до вищого дивізіону, а вже у наступному сезоні став чемпіоном Ізраїлю, а Охана з 14 голами у 22 іграх був визнаний кращим гравцем 1993 року. Потім, в сезоні 1996/97 він завоював «золото» національної першості вже як капітан «Бейтара» і знову був визнаний кращим гравцем року. Незабаром після початку наступного сезону він отримав травму, що через що в тому сезоні, який знову завершився для команди чемпіонством, майже не грав.
У сезоні 1998/99 Охана повернувся до гри і навіть забив гол у ворота «Рейнджерса» в Кубку УЄФА, але знову вже на початку сезону в грі проти «Хапоеля» (Холон) зазнав серйозної травми. Після цієї травми Охана зіграв ще лише одну гри, останню з його кар'єрі, 21 листопада 1998 року проти «Хапоеля» (Бейт-Шеан) і в кінці серону закінчив кар'єру. Загалом Охана провів за клуб 345 матчів у лізі, забивши 142 голи, і є найкращим бомбардиром «Бейтару» усіх часів. 2009 року Охана був названий третім у списку найкращих футболістів в історії Ізраїлю і був введений до зали футбольної слави Ізраїлю.

## Виступи за збірну
4 квітня 1984 року дебютував в офіційних іграх у складі національної збірної Ізраїлю у товариському матчі з Ірландією (3:0) у Тель-Авіві.
Популярності Охани сприяв епізод відбіркової гри до чемпіонату світу в 1990 році. Перед матчем проти Австралії тренер австралійців Френ Арок дозволив собі кілька антисемітських висловлювань. Під час матчу Охана, який забив красивий гол у ворота австралійців, демонстративно підбіг до лавки запасних суперника, жестами показуючи на зірку Давида на своїй футболці. Збірна Ізраїлю домоглася нічиєї на полі суперника і завоювала право на участь у стикових матчах проти збірної Колумбії, втім поступились там і на «мундіаль» так і не вийшла.
Пізніше в 1990 році Охана виявився учасником скандалу. Він і ще двоє провідних гравців збірної (Ронні Розенталь і Шалом Тіква) відмовилися вийти на поле в товариському матчі проти збірної СРСР, оскільки їм не була оформлена страховка. Всі вони були відсторонені від подальших ігор за збірну, при цьому Охана отримав найбільше покарання — 10 ігор, через які футболіст не грав за збірну наступні три роки.
З 1993 року знову став стабільно грати за збірну і виступав за неї аж до отриманої травми у 1997 році. Всього протягом кар'єри у національній команді, яка тривала 14 років, провів у формі головної команди країни 50 матчів, забивши 17 голів.

## Кар'єра тренера
Ще в останні роки виступів за «Бейтар» (Єрусалим) Елі був помічником головного тренера Дрора Каштана, а після його уходу в 1999 році Охана став головним тренером команди. З командою він став лише шостим, після чого покинув клуб і очолив тель-авівський клуб «Бней-Єгуда». Проте й робота у цьому клубі виявилась невдалою і команда залишила вищий дивізіон, але після короткого періоду роботи з «Маккабі» (Петах-Тіква) Охана повернувся в «Бней-Єгуду» і зумів знову вивести команду в Прем'єр-лігу.
У травні 2003 року Охана повернувся в єрусалимський «Бейтар». Команда переживала важкі фінансові часи, і її склад базувався на молодих гравцях; в результаті «Бейтар» завершив сезон в нижній половині таблиці. Наступний сезон команда завершила вже на четвертому місці, а в 2005 році її придбав ізраїльський мільярдер, виходець з СРСР Аркадій Гайдамак, який мав щодо неї амбітні плани. Втім незабаром Охана заявив про відхід з клубу і підписав контракт з командою «Хапоель» (Кфар-Сава), що перебував на самому дні турнірної таблиці і здавався явним претендентом на виліт. Після приходу Охани команда заграла впевненіше і зуміла залишитися в Прем'єр-лізі ще на сезон, а сам Охана був визнаний тренером року.
Проте рік по тому «Хапоель» все ж покинув Вищий дивізіон, після чого Охані було запропоновано очолити юнацьку збірну країни. З цією командою він завоював бронзові медалі Маккабіади 2009 року. Паралельно 17 лютого 2010 року після уходу головного тренера національної збірної Дрора Каштана Охана став тимчасовим головним тренером цієї команди. Під його керівництвом збірна провела один товариський матч проти Румунії (2:0), незабаром після чого збірну очолив француз Луїс Фернандес, а Елі продовжив роботу з юнаками, де працював до липня 2016 року.

## Титули і досягнення

### Командні

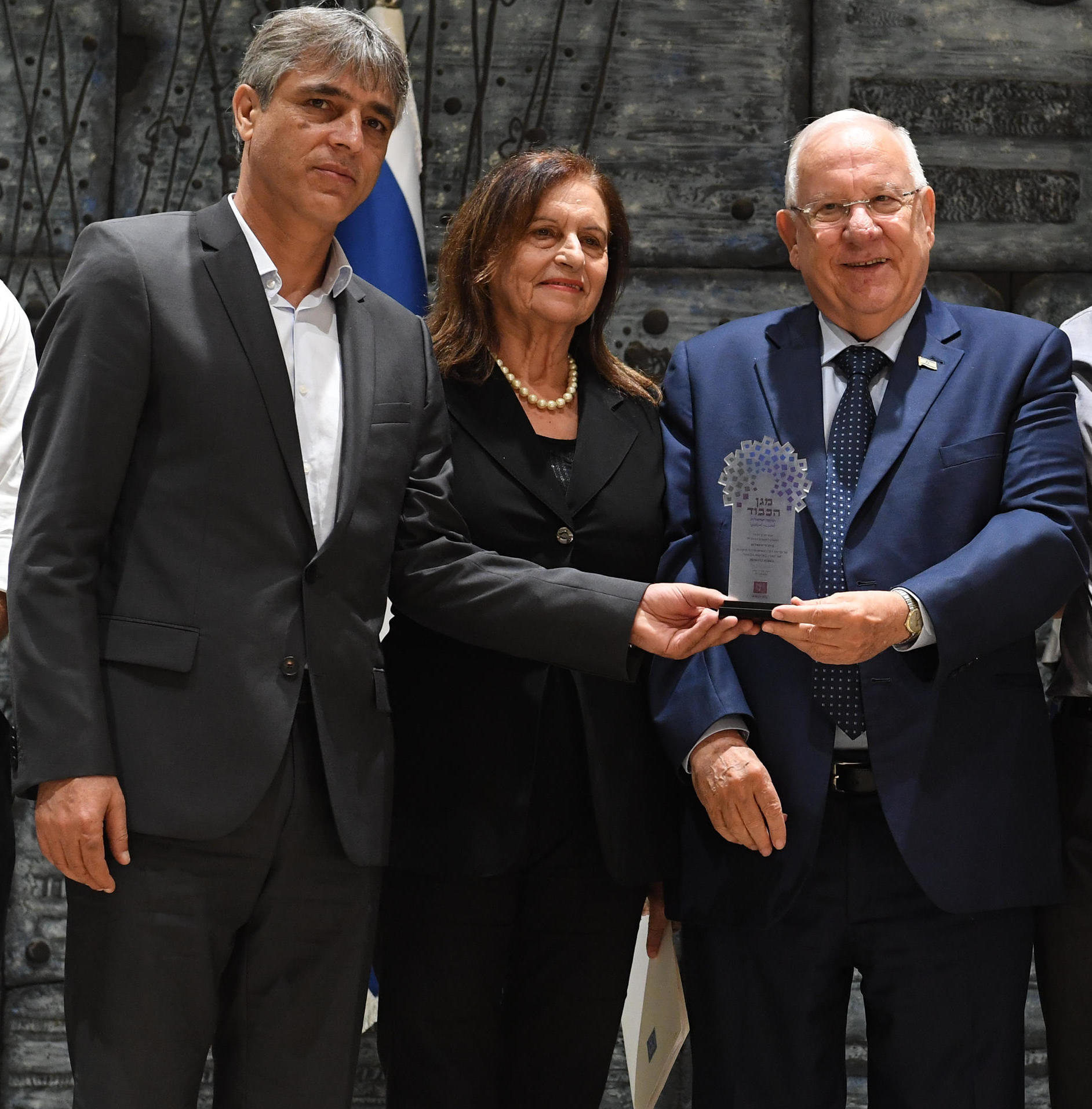
Елі Охана (ліворуч) разом з президентом Ізраїлю Реувеном Рівліном. 2017 рік.

#### «Бейтар»
- Чемпіон Ізраїлю (4): 1986/87, 1992/93, 1996/97, 1997/98
- Володар Кубка Ізраїлю (2): 1984/85, 1985/86
- Володар Кубка ізраїльської ліги (Кубка Тото): 1997/98
- Володар Суперкубка Ізраїлю: 1986

#### «Мехелен»
- Чемпіон Бельгії: 1988/89
- Володар Кубка Кубків УЄФА: 1987/88
- Володар Суперкубка УЄФА: 1988

### Особисті
- Володар трофею «Браво»: 1988
- Футболіст року в Ізраїлі: 1984, 1997[7]
- Тренер року в Ізраїлі: 2007[8]

## Особисте життя
У 1982 році подруга Охани, Саріт Шварц, загинула внаслідок автокатастрофи. Ця смерть викликала в гравця депресію, у боротьбі з якою йому допомагали насамперед його брат Йосі та власник «Бейтара» Моше Дадаш.
У грудні 1991 року Охана одружилася на моделі Роніт Бен Басат, з якою має сина Тома. 2004 року Охана і Роніт розійшлися без подання заяви на розлучення.
Деякі його друзі — відомі політики правоцентристської партії Лікуд (Беньямін Нетаньягу, Реувен Рівлін) і Охана брав участь у святкуванні Бар-міцви сина лідера партії Лікуд в Єрусалимі.